# 공식 레바논 톱 20
공식 레바논 톱 20(The Official Lebanese Top 20)는 레바논 최초의 주간 방송 차트로, 레바논 전역에서 가장 인기 있는 현지 및 국제 히트곡을 나열한다. 노래의 인기는 입소스(Ipsos SA)가 감사하고 편집한 특정 주 동안의 라디오 방송 빈도에 의해서만 결정된다. 공식 레바논 상위 20위는 레바논 TV 및 라디오 유명인사인 존 사드가 만들었다. 이는 TV 방송국, 잡지, 신문에 이르기까지 최소 5개 매체 매체를 통해 배포된다.